# Împușcarea lui Chris Kaba
Chris Kaba, cunoscut și sub numele de scenă Madix sau Mad Itch, a fost un rapper și membru al grupului 67, împușcat mortal de poliție în Streatham Hill, Londra, pe 5 septembrie 2022. În ziua incidentului, un vehicul de poliție neinscripționat a urmărit mașina condusă de Kaba (suspectată de a fi implicată într-un incident armat cu o zi înainte) până când aceasta a fost blocată de un baraj rutier al poliției. Polițiști înarmați, aflați într-un vehicul de poliție inscripționat, s-au apropiat pe jos de mașina lui Kaba. Martorii au declarat că acesta a refuzat să părăsească vehiculul și ar fi lovit o mașină a poliției. Unul dintre ofițeri a tras un singur foc de armă prin parbrizul mașinii lui Kaba, rănindu-l grav. Kaba a fost transportat la spital, unde a murit în dimineața următoare din cauza rănilor. Oficiul Independent pentru Conduita Poliției (IOPC) a lansat o anchetă privind incidentul, investigând circumstanțele în care Kaba a fost împușcat. În septembrie 2023, un polițist în vârstă de 40 de ani a fost acuzat de uciderea lui Kaba. Procesul a început în octombrie 2024 la Old Bailey.

## Context
În 2018, Kaba fusese acuzat de posesia unei arme de imitație, cu intenția de a provoca teamă de violență, incident care a avut loc pe 30 decembrie 2017. A fost găsit vinovat în ianuarie 2019 la Curtea Coroanei din Snaresbrook și condamnat la patru ani într-un Institut pentru Tineri Infractori, fiind eliberat în 2021.
La câteva luni după moartea sa, șase bărbați au fost acuzați de conspirație cu Kaba pentru a comite omor și vătămare corporală gravă, acuzațiile fiind legate de un incident armat din Tower Hamlets, pe 30 august 2022, cu câteva zile înainte de moartea lui Kaba.
Kaba era membru al grupului de rap drill 67 din Brixton Hill. Unul dintre colegii săi din grup a susținut că poliția considera grupul ca fiind o bandă criminală.

## Incidentul
Conform IOPC, Kaba conducea un Audi Q8 monitorizat de o echipă de ofițeri înarmați într-un vehicul neinscripționat. Audi-ul era suspectat de legături cu un incident armat din ziua precedentă, iar vehiculul de poliție nu avea luminile sau sirenele activate în timpul urmăririi. În jurul orei 22:07, Kaba a virat de pe New Park Road pe Kirkstall Gardens, unde o mașină inscripționată a poliției, destinată răspunsului armat, era deja poziționată. Martorii au declarat că poliția a încercat să blocheze mașina lui Kaba, iar acesta ar fi ignorat ordinele repetate de a ieși din vehicul, încercând să forțeze blocajul rutier. Polițiștii au ieșit din vehiculele lor și s-au apropiat pe jos de Audi. Un ofițer a tras un singur foc de armă prin parbriz, rănindu-l pe Kaba, care a fost dus la un spital din apropiere, dar a murit în jurul miezului nopții.
Potrivit IOPC, „nu au fost găsite arme non-polițienești” nici în mașină, nici la locul incidentului. Familia lui Kaba a cerut o „investigație pentru omor” și clarificări cu privire la existența vreunei arme la fața locului.

## Reacție

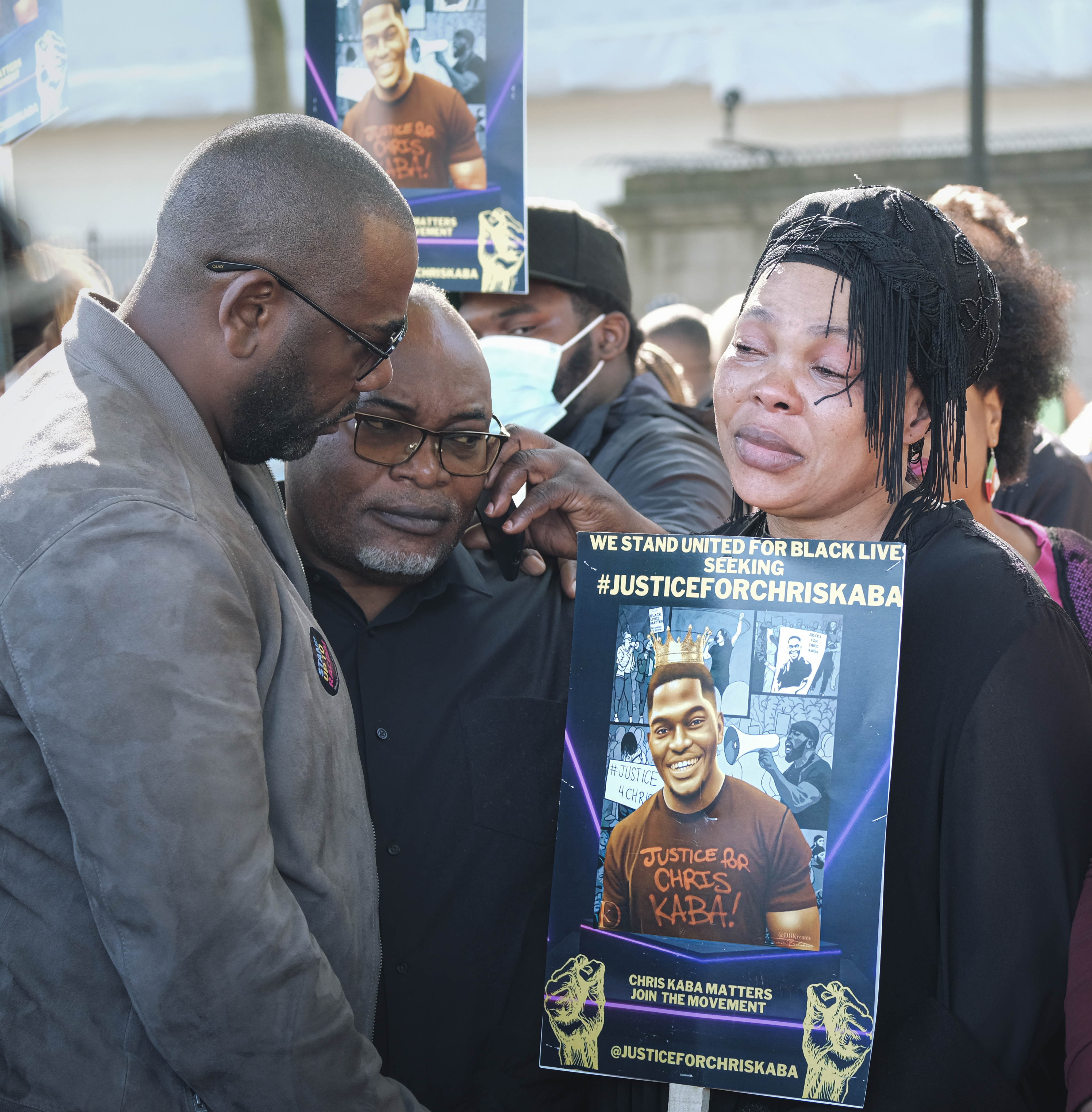
Lee Lawrence (stânga - a cărui mamă a fost împușcată de poliție în propria lor casă în 1985) îi consolează pe tatăl și mama lui Chris Kaba în fața sediului New Scotland Yard din centrul Londrei.

Membrii familiei lui Chris Kaba au declarat că acesta nu ar fi fost împușcat mortal de poliție dacă nu ar fi fost de culoare. Vărul său a spus: „Am menționat că nu era perfect... dar, indiferent de asta, nimeni nu merită să fie ucis de poliție, decât dacă există o amenințare directă și iminentă la adresa publicului.” Grupul caritabil Inquest a emis o declarație în care a spus că „cei dragi lui Chris, care urma să devină tată, sunt îngrijorați că viața lui a fost curmată din cauza culorii pielii sale”.
Ca răspuns la împușcătura fatală, aproximativ 40 de protestatari s-au adunat în fața secției de poliție din Brixton pe 8 septembrie 2022, cerând dreptate pentru moartea lui Kaba. Alte proteste au avut loc în fața sediului New Scotland Yard, unde s-au strâns peste 300 de oameni, inclusiv fostul lider al opoziției, Jeremy Corbyn. Jurnalista Sarah-Jane Mee⁠(d) a confundat protestul cu o adunare pentru comemorarea morții Reginei, iar Sky News și-a cerut scuze ulterior pentru eroare.
Pe 21 septembrie, familia lui Kaba a vizionat înregistrările de pe camera corporală a polițistului implicat în incident. După vizionare, vărul lui Kaba a declarat că familia dorește în continuare dreptate, dar va lua o pauză de la campaniile de protest.

## Urmărirea penală
Pe 20 septembrie 2023, Crown Prosecution Service (CPS) a anunțat că a autorizat acuzarea unui ofițer al Poliției Metropolitane („Met”) de omor în legătură cu decesul lui Kaba. Ofițerul de poliție, identificat sub indicativul „NX121”, a apărut în fața Curții de Magistrați din Westminster în dimineața zilei de 21 septembrie și, ulterior, la Old Bailey în aceeași zi după-amiază. I s-a acordat cauțiune, cu condițiile de a „locui la o adresă specificată, de a preda pașaportul și de a nu solicita documente de călătorie internaționale”.
Ca răspuns la această acuzare, până în dimineața zilei de 25 septembrie, aproximativ 300 din cei peste 2.500 de ofițeri ai Poliției Metropolitane autorizați să poarte arme au returnat permisele de armă, îngrijorați de implicațiile deciziei de a pune un coleg sub acuzare. Mai târziu în aceeași zi, Met a anunțat că mulți dintre acești ofițeri și-au reluat atribuțiile armate.
O audiere preliminară pentru pledoarie și pregătirea procesului a fost programată pentru 1 decembrie 2023, iar data preliminară a procesului a fost stabilită pentru 9 septembrie 2024. Judecătorul Mark Lucraft⁠(d), care acordase inițial anonimat ofițerului, a decis că numele „NX121” va fi dezvăluit pe 1 martie 2024.
Pe 8 martie 2024, ofițerul de poliție a apărut la Old Bailey pentru a-și exprima pledoaria de nevinovăție, confirmându-și numele și vârsta. I s-a acordat din nou cauțiune până la începerea procesului.
Pe 2 octombrie 2024, procesul a început la Old Bailey.